# 天承
天承（1131年2月28日~1132年9月21日）是日本的年號之一。使用這個年號的天皇是崇德天皇，由鳥羽上皇實施院政。

## 改元
- 大治五年一月二十九日（1131年2月28日）改元天承。
- 天承二年八月十一日（1132年9月21日）改元長承。

## 出處
- 《漢書卷八十一·匡張孔馬傳第五十一·匡衡列傳》：「臣又聞聖王之自為動靜周旋，奉天承親，臨朝享臣，物有節文，以章人倫。」

## 紀年、西曆、干支對照表
| 天承 | 元年   | 二年   |
| 公元 | 1131年 | 1132年 |
| 干支 | 辛亥   | 壬子   |